# Welt am Sonntag
Welt am Sonntag è un giornale tedesco pubblicato in Germania, edizione domenicale del quotidiano Die Welt. 

## Storia e profilo
Fondato nel 1948, il giornale è pubblicato da Axel Springer AG. La sede centrale si trova a Berlino, con edizioni locali a Berlino, Amburgo, Monaco di Baviera e Düsseldorf.
Edizione della domenica di Die Welt, è dotato di sezioni specializzate su politica, sport, economia, finanze, cultura, stile, viaggio, motore, immobiliari, e altri.
Nel 2009 è stato riconosciuto come uno dei "World’s Best-Designed Newspapers" dalla SND, insieme ad altri quattro giornali. Nel 2012 è stato nominato European Newspaper of the Year nella categoria dei giornali di importanza nazionale. Nel 2013 ha vinto lo stesso premio, ma nella categoria dei giornali settimanali.
Nel corso del secondo trimestre del 1992, ha avuto una tiratura di 420,00 copie. La sua circolazione era di 381 000 copie nel 1997.

## Redattori
- 1948–1968: Bernhard Menne
- 1975–1976: Hans Bluhm
- 1976–1988: Claus Jacobi
- 1979–1994: Manfred Geist
- 1995–1996: Günter Böddeker
- 1998–2001: Kai Diekmann
- 2001–2003: Thomas Garms
- 2004–2008: Christoph Keese
- 2008–2010: Thomas Schmid
- 2010–2015: Jan-Eric Peters

(Fonte: European Journal of Communication)